# Amphipoea griseo-albo
Amphipoea griseo-albo là một loài bướm đêm trong họ Noctuidae.